# Krister Petersson (jurist)
Krister Petersson, född 1961, är en svensk jurist. Han har varit chefsåklagare vid internationella åklagarkammaren i Stockholm, och tillträdde i februari 2017 som förundersökningsledare i Palmeutredningen.

## Biografi
Petersson avlade juristexamen vid Stockholms universitet i juni 1988. Han inledde sin karriär som åklagare 1991 vid Stockholms tingsrätt och har sedan 2006 varit chefsåklagare vid internationella åklagarkammaren i Stockholm.
Petersson var åklagare i rättegången mot John Ausonius (Lasermannen) 1995. Han var även en av två åklagare som ledde utredningen av mordet på Anna Lindh 2003.

### Palmeutredningen
Petersson tillträdde som förundersökningsledare i Palmeutredningen den 1 februari 2017. Han har framhållit att det finns flera olika teorier om mordet på Palme, men anser att man ska utgå ifrån mordplatsen istället för att låsa fast sig vid olika teorier, vilket han menar har gjorts i tidigare skeden av mordutredningen.

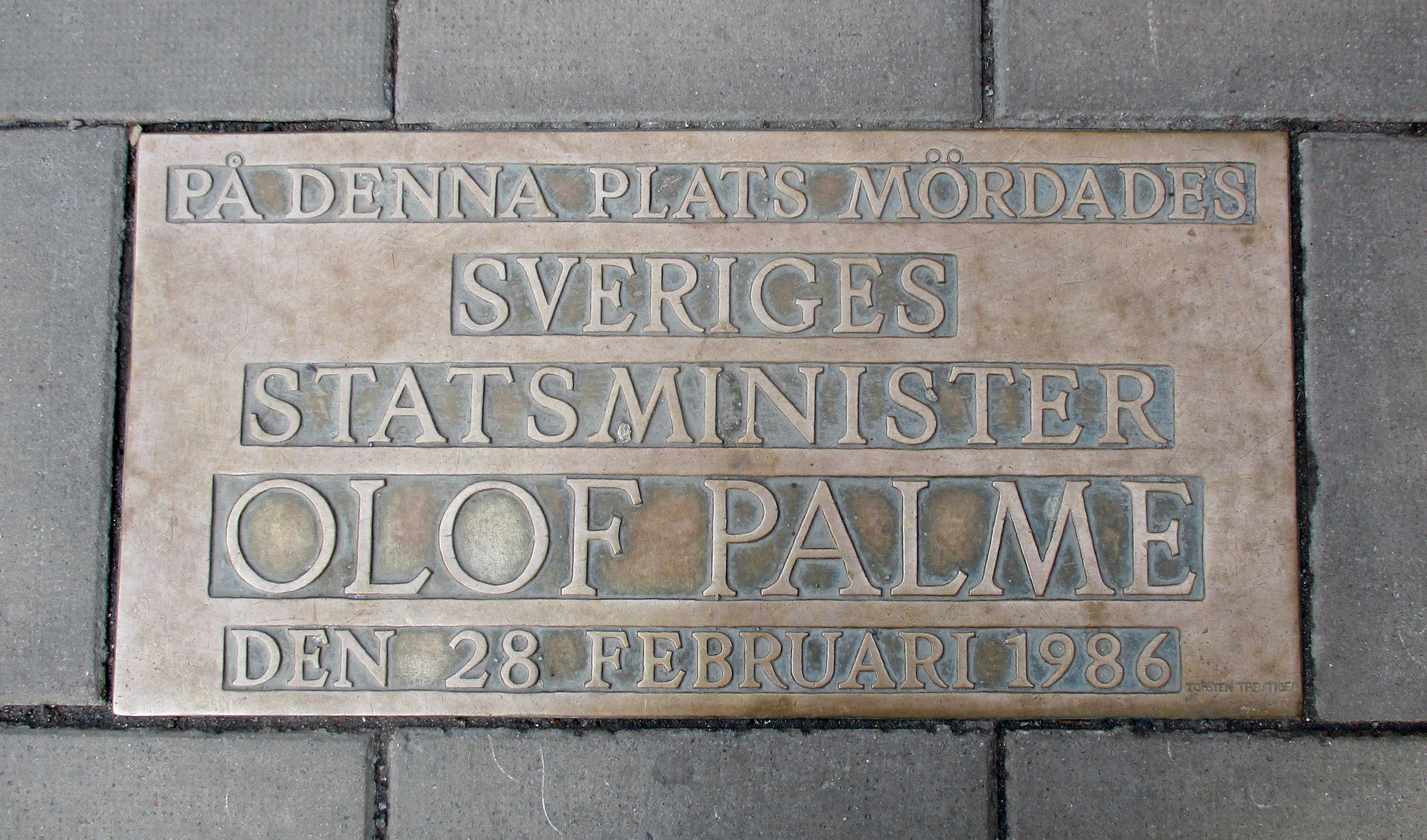
Minnesplattan i korsningen Sveavägen–Olof Palmes gata.

Petersson väckte uppmärksamhet i februari 2020 då han i SVT:s Veckans brott meddelade att han inom det första halvåret 2020 avsåg att meddela huruvida han kommer att väcka åtal eller lägga ned förundersökningen angående mordet på Olof Palme. Den 10 juni 2020 meddelade Petersson att han beslutat lägga ned förundersökningen om mordet på statsminister Olof Palme den 28 februari 1986 med motiveringen "misstänkt avliden", då man kommit fram till att dådet misstänks ha utförts av den så kallade "Skandiamannen" Stig Engström, som avled år 2000.